# Icchak Berliner
Icchak Berliner (ur. 7 września 1889 w Łodzi, zm. 27 czerwca 1957 w Meksyku)  –  polski pisarz, poeta, prozaik pochodzenia żydowskiego.
Z zawodu był krawcem i z tego się utrzymywał. Mieszkał w ubogiej dzielnicy Starego Miasta w Łodzi.
Debiutował w 1919 w łódzkim czasopiśmie literackim „Sfeld”. Jego późniejsze utwory poetyckie wywierały duży wpływ na styl i formę ówczesnej poezji żydowskiej pisanej w języku jidysz. „Pod koniec XIX w. przeważająca część zamieszkałych w Łodzi Żydów mówiła językiem jidysz, zaś osobliwością owych czasów było, iż większość członków łódzkiej społeczności żydowskiej nie znała języka polskiego, ba, nie wychodziła poza obszar tradycyjnie zasiedlony przez Żydów – Stare Miasto” (…) Z każdym rokiem wzrastało zapotrzebowanie na tanią i pożyteczną książkę w jidysz”.
Publikował w warszawskim czasopiśmie „Wegn”, nowojorskich „Yom-Tow Bleter” i „Cukunft”, w chicagowskim „Literarisze Zamlung”, brukselskim „Belgisze bleter”, telawiwskim „Di Goldene Kejt” i innych.
W 1922 wyemigrował z Łodzi do Meksyku. Tam publikował przeważnie w miejscowych czasopismach i w zbiorowych tomikach poezji.
W Meksyku w 1927 wydał pierwszy w tym kraju zbiór poezji w języku jidysz. W Meksyku także opublikował w języku jidysz książki: Sztotjun pałacn (Miasto pałaców) (1936), Ad mataj (Jak długo jeszcze) (1941), Sztił zol zajn (Niechaj zapadnie cisza) (1948), Gezangjun mencz (Pieśń człowieka) (1954). Działał jako redaktor w kilku czasopismach w języku jidysz.
Działał w żydowskiej meksykańskiej grupie „Jugent”. W konkursie czasopisma „Der Weg” za najlepsze opowiadanie w języku jidysz ogłoszone w Meksyku w 1931 otrzymał nagrodę. Nagrodzony też został w 1955 za tom poezji Gezang fun mencz.
Zmarł w Meksyku.